# 춘천고등학교
춘천고등학교(春川高等學校)는 대한민국 강원특별자치도 춘천시 소양로3가에 위치한 공립 고등학교이다.

## 학교 연혁
- 1924년 4월 25일 : 개교(관립춘천고등보통학교 2학급)
- 1929년 3월 6일 : 제1회 졸업식(5년제)
- 1938년 4월 1일 : 춘천공립중학교로 개편(5년제)
- 1946년 6월 22일 : 제19회 졸업식(광복 후 제1회, 4년제)
- 1950년 6월 1일 : 춘천고등학교로 개편(3년제)
- 1955년 6월 30일 : (구)본관 교사 준공
- 1973년 11월 30일 : 상록관(체육관) 준공
- 1990년 12월 31일 : 과학관 준공
- 1995년 12월 31일 : 도서관 준공
- 1998년 4월 3일 : 제1정도학사 준공
- 2001년 8월 30일 :「정도의 종」제막 및 타종식 거행
- 2001년 10월 20일 : 제2정도학사(우정학사) 준공
- 2008년 7월 3일 : 학교 신축건물 준공
- 2009년 4월 14일 : 예능관 준공 및 학교 환경개선 완공
- 2023년 12월 29일 : 제96회 졸업식(256명) 졸업색 총 수 32,169명
- 2025년 3월 1일 : 제37대 이상철 교장 취임

## 참고 자료
- 춘천고등학교 - 한국교육학술정보원 학교알리미